# Metopoceras felicina
Metopoceras felicina is een vlinder uit de familie uilen (Noctuidae). De wetenschappelijke naam is voor het eerst geldig gepubliceerd in 1844 door Donzel.
De soort komt voor in Europa.